# Perfluoropentacène
Le perfluoropentacène est un perfluorocarbure semiconducteur de formule chimique C22F14. Il se présente sous la forme d'un solide noir aux reflets bleutés. Il s'agit d'un semiconducteur organique de type n (accepteur d'électrons) dérivé par fluoration du pentacène C22H14, quant à lui semiconducteur de type p. Il est utilisé pour réaliser des couches minces semiconductrices de composants électroniques organiques, notamment des diodes électroluminescentes organiques (OLED) et des transistors à effet de champ organiques (en) (OFET).